# Ryūzaburō Ōtomo
Ryūzaburō Ōtomo (født 18. maj 1952 i Japan) er en japansk tegnefilmsdubber. Han er kendt som stemmen bag Dabra i Dragon Ball Z, Cherubimon i 
Digimon Frontier, og Uka Uka i Crash Bandicoot-spillende.